# Poção
Poção est une municipalité brésilienne située dans l'État du Pernambouc.